# Polanowo (Basse-Silésie)
Pour les articles homonymes, voir Polanowo.
Polanowo est une localité polonaise de la gmina et du powiat de Góra en voïvodie de Basse-Silésie.